# 윕 허블리
윕 허블리(Whip Hubley, 1957년 5월 17일 ~ )는 미국의 배우이다.
뉴욕에서 태어났다.

## 출연 작품
- 드론: 미래전쟁 (2013년) - 코로넬 월리스 역
- 홈랜드 (2009년) - 에드워드 역
- 마크 인 아르헨티나 (2009년) - 마크 역
- 신데렐라 스토리 (2004년)
- 박쥐 2 (2001년)
- 마이크 해머, 프라이빗 아이 (1997년)
- 파이널 디씨전 (1996년) - 베이커 역
- 스피시즈 (1995년) - 존 캐리 역
- 언베일드 (1994년)
- 레이크 컨시퀀스: 위험한 관계 (1993년) - 짐 역
- 콘헤드 대소동 (1993년)
- 트랙커 (1993년)
- 데블린 (1992년)
- 빗나간 모정 (1991년)
- 기동타격대 (1989년)
- 슬픈 귀향 (1988년)
- 여소방관 신디 (1986, Firefighter)
- 탑건 (1986년) - 할리우드 역
- 세인트 엘모의 열정 (1985년)

### 텔레비전
- 남과 북 (1986)
- 더 디스트릭트 (2001)